# Giacomo Meyerbeer
Giacomo Meyerbeer (dejansko Jakob Meyer Beer), nemški skladatelj in dirigent, * 5. september 1791, Vogelsdorf pri Berlinu, Nemčija, † 2. maj 1864, Pariz, Francija.

## Življenje
Meyerbeer se je rodil v judovski družini z imenom Jacob Liebmann Beer. Njegov oče je bil izjemno bogati finančnik Jacob Judah Herz Beer (1769-1825), mati, na katero je bil zelo navezan, je tudi prihajala iz vrst bogate elite. Med ostalimi otroki sta poznana še poslovnež in ljubiteljski astronom Wilhelm Wolff Beer in pesnik Michael Beer.
Meyerbeer je na koncertnem odru debitiral kot devetletnik. Nastopil je kot pianist; v Berlinu je izvajal Mozartov klavirski koncert. Navkljub njegovi trdni odločitvi, da bo postal glasbenik, je dolgo okleval med izvajalsko in skladateljsko kariero. 
Ostali profesionalni glasbeniki desetletja 1810-1820, vključujoč Moschelesa, so ga obravnavali kot enega največjih virtuozov obdobja. V mladosti je Mayerbeer študiral pri Salieriju, bil je tudi učenec in prijatelj Goetheja in Carla Friedricha Zelterja. 
Ugotovil je, da je popolno poznavanje italijanskega jezika - v kontekstu italijanskih oper pomembno za njegov glasbeni razvoj, zato je nekaj let študiral v Italiji, kjer je dobil ime Giacomo. Del svojega priimka 'Meyer' je podedoval po smrti svojega pradedka. V tem času je spoznal in se navdušil nad deli svojega sodobnika Rossinija.

## Delo
Meyerbeerovo ime je prvič zazvenelo po izvedbah njegove opere Il crociato in Egitto (premierno uprizorjena v Benetkah leta 1824), nato še v Londonu in Parizu leta 1825 (naključje je hotelo, da je to nasploh zadnja opera, v kateri nastopa kastrat), izjemno slavo pa je dosegel z opero Robert le Diable (»Robert Hudič«, libreto sta napisala Eugène Scribe in Casimir Delavigne), praizvedena je bila leta 1831 v Parizu in je obravnavana kot ena izmed prvih grand oper. Zlitje dramatične glasbe, melodramske zgodbe in razkošne scene je zagotovilo zanesljivo formulo, ki jo je Meyerbeer ponovil v Hugenotih (Les Huguenots, 1836), Preroku (Le prophète, 1849) in Afričanki (L'Africaine, ki je bila izvedena posmrtno leta 1865). Vse te opere so bile v 19. stoletju uprizarjane na mednarodnih odrskih deskah, prav tako tudi bolj pastoralna opera Dinora (1859). Vendar pa so zaradi finančne pogoltnosti izvedb, ki so zahtevale mnogoštevilne zasedbe glavnih pevcev, predvsem pa zaradi nenehne konkurence prevladujoče Wagnerjeve šole, postopno postale zastarele.
Meyerbeer je leta 1842 iz Pariza odšel v Berlin, kjer je sprejel mesto dvornega glasbenega ravnatelja, vendar se je leta 1849 vrnil v Pariz.
Meyerbeerovo izjemno bogastvo (ki je poleg ogromne dediščine in pripadnosti judovski religiji naraslo z uspehi njegovih oper) ga je na neki način oddaljilo od večine skladateljskih sodobnikov. Nekateri so celo začeli širiti govorice, da so njegov uspeh zagotovili podkupljeni kritiki. Richard Wagner ga je obtožil, da ga zanima le denar in ne glasba. Meyerbeer je bil kljub temu predan glasbenik in občutljiva osebnost. V filozofskem smislu se je odpovedal misli, da je žrtev lastnega uspeha. Njegova korespondenca in izčrpni dnevniki so čudežno preživeli svetovni vojni. Danes je izdanih 6 od sedmih dnevnikov, predstavljajo neprecenljivi vir za raziskave glasbene in gledališke zgodovine v obdobju skladateljevega življenja.